# Moving Mountains
Moving Mountains är Ushers tredje singel från hans femte album Here I Stand. Namnet är taget från bandet Moving Mountains, men har ingen association med singeln.
Man kan säga att videon är en fortsättning på Love in this club, eftersom den klubb han befann sig i brunnit ner i videon till Moving Mountains.